# Сикейра, Жозе
Жозе де Лима Сикейра (порт. José de Lima Siqueira; 24 июня 1907, Консейсао — 22 апреля 1985, Рио-де-Жанейро) — бразильский композитор и дирижёр. Брат Жоана Баптисты Сикейры.
Родился в семье дирижёра духового оркестра, начал учиться музыке у своего отца, освоив ряд духовых инструментов. В 1927 году был призван на военную службу и стал трубачом в духовом оркестре военной школы в Рио-де-Жанейро. Затем в 1928—1930 гг. изучал композицию и дирижирование в Национальном институте музыки у Франсиско Браги и Вальтера Бурле-Маркса. В 1940 г. стал инициатором создания Бразильского симфонического оркестра, затем в 1949—1951 гг. возглавлял недолго просуществовавший Симфонический оркестр Рио-де-Жанейро.
В 1969 г. после очередного переворота внутри военного режима в Бразилии отношения Сикейры с властью окончательно испортились. В 1970-е гг. он часто бывал в СССР, концертируя по всей стране вплоть до Иркутска — этот визит оставил яркий след в культурной истории города. Оратория Сикейры «Кандомбле», основанная на богатом индейском фольклорном материале, была записана в СССР и выпущена фирмой «Мелодия» в 1975 году (С10-06391-4, 2 пластинки).
Автор балетов «Сельский праздник» (порт. Uma Festa na Roça; 1943) и «Карнавал в Ресифи» (1947), опер «Сердобольная» (порт. A compadecida; 1959) и «Gimba» (1960), симфонических, хоровых, камерных, фортепианных пьес.